# Wycombe Wanderers Football Club
Il Wycombe Wanderers Football Club è una società calcistica inglese con sede nella città di High Wycombe. Milita in Football League One, la terza divisione del campionato inglese di calcio.
Il club venne fondato nel 1887 e disputa le partite casalinghe all'Adams Park, stadio con capienza di 10.284 spettatori.

## Storia
Fondati nel 1887, entrarono nella Southern League nel 1896. Passarono alla Great Western Suburban League nel 1908 e poi alla Spartan League nel 1919, prima di unirsi alla Isthmian League dopo aver vinto la Spartan League nel 1919-20 e 1920-21. Hanno trascorso 64 anni nella Isthmian League, vincendo otto campionati e un titolo FA Amateur Cup. Dopo aver rifiutato numerosi inviti ad unirsi alla Alliance Premier (Gola) League (ora National League), hanno finalmente accettato un'offerta nel 1985 e alla fine hanno trovato il successo nel quinto livello del calcio inglese sotto la gestione di Martin O'Neill, vincendo la promozione nel Football League come campioni della GM Vauxhall Conference nel 1992-1993. Hanno anche alzato l'FA Trophy nel 1991 e nel 1993 e hanno vinto la Conference League Cup, Conference Shield (tre volte) e Conference Charity Shield.
Wycombe ha avuto un impatto immediato nella Football League, vincendo la promozione dalla Terza Divisione tramite i play-off nel 1994. Hanno trascorso un decennio nel terzo livello e hanno raggiunto le semifinali di FA Cup nel 2001, anche se sono stati retrocessi tre anni dopo. Hanno anche raggiunto le semifinali della Coppa di Lega nel 2007 e poi hanno ottenuto la promozione dalla League Two nel 2008-2009. Questa è stata la prima di quattro stagioni consecutive di promozioni e retrocessioni tra League Two e League One, seguita da un calo che ha visto il club evitare la retrocessione in National League per differenza reti nel 2014. Il club si è assicurato la promozione dalla League Two nel 2017-18 sotto la guida di Gareth Ainsworth, che, il 13 luglio 2020, battendo in finale l'Oxford Utd a Wembley, ha centrato la prima promozione in Championship della sua storia. Durante la prima esperienza in Championship il Wycombe, forse anche a causa di un inizio in sordina, non riesce a salvarsi per un solo punto ed è costretto a ritornare in League One salutando molti giocatori come Ikpeazu. Nella stagione successiva i Chairbois conducono un campionato fatto di alti e bassi, passando dal primo posto di metà stagione alla virtuale uscita dai playoff sul finire di campionato. Riesce comunque a qualificarsi ai playoff strappando il pass con l'ultimo posto disponibile. Batte il MK Dons in semifinale per un totale di 2-1, mentre perde la finale a Wembley 2-0 contro il Sunderland, salutando così due veterani della squadra come Akinfenwa e Bloomfield.

## Palmarès

### Competizioni nazionali
- Football Conference: 1

1992-1993
- Isthmian League: 8

1955–1956, 1956–1957, 1970–1971, 1971–1972, 1973–1974, 1974–1975, 1982–1983, 1986–1987
- FA Trophy: 2

1990-1991, 1992-1993
- FA Amateur Cup: 1

1930-1931
- Spartan League: 2

1919-1920, 1920-1921
- Conference League Cup: 1

1991-1992
- Isthmian Football League Cup: 1

1984-1985

### Competizioni internazionali
- Coppa Italo-Inglese Semiprofessionisti: 1

1975

### Altri piazzamenti
- Football League One:

Secondo posto: 2021-2022
- Football League Trophy:

Finalista: 2023-2024
- Football Conference:

Secondo posto: 1991-1992
- Isthmian League:

Secondo posto: 1957-1958, 1959-1960, 1969-1970, 1975-1976, 1976-1977
- FA Amateur Cup:

Finalista: 1956-1957
- Coppa Anglo-Italiana:

Semifinalista: 1983

## Rosa 2024-2025
| N. |                        | Ruolo | Calciatore       |
| -- | ---------------------- | ----- | ---------------- |
| 1  | Argentina (bandiera)   | P     | Franco Ravizzoli |
| 2  | Scozia (bandiera)      | D     | Jack Grimmer     |
| 3  | Scozia (bandiera)      | D     | Daniel Harvie    |
| 4  | Inghilterra (bandiera) | C     | Josh Scowen      |
| 5  | Inghilterra (bandiera) | D     | Alex Hartridge   |
| 6  | Inghilterra (bandiera) | D     | Ryan Tafazolli   |
| 7  | Inghilterra (bandiera) | C     | David Wheeler    |
| 8  | Inghilterra (bandiera) | C     | Matt Butcher     |
| 9  | Galles (bandiera)      | A     | Sam Vokes        |
| 10 | Inghilterra (bandiera) | C     | Luke Leahy       |
| 11 | Nigeria (bandiera)     | A     | Daniel Udoh      |
| 12 | Giamaica (bandiera)    | C     | Garath McCleary  |
| 16 | Inghilterra (bandiera) | C     | Tyreeq Bakinson  |
| 17 | Galles (bandiera)      | D     | Joe Low          |
| 18 | Inghilterra (bandiera) | A     | Brandon Hanlan   |

| N. |                           | Ruolo | Calciatore        |
| -- | ------------------------- | ----- | ----------------- |
| 19 | Inghilterra (bandiera)    | P     | Shamal George     |
| 20 | Inghilterra (bandiera)    | C     | Cameron Humphreys |
| 21 | Inghilterra (bandiera)    | A     | Gideon Kodua      |
| 22 | Inghilterra (bandiera)    | P     | Nathan Bishop     |
| 23 | Irlanda (bandiera)        | C     | Kieran Sadlier    |
| 24 | Costa d'Avorio (bandiera) | A     | Richard Kone      |
| 25 | Inghilterra (bandiera)    | D     | Declan Skura      |
| 26 | Inghilterra (bandiera)    | D     | Jason McCarthy    |
| 28 | Inghilterra (bandiera)    | C     | Aaron Morley      |
| 30 | RD del Congo (bandiera)   | C     | Bez Lubala        |
| 31 | Inghilterra (bandiera)    | D     | Jasper Pattenden  |
| 37 | Inghilterra (bandiera)    | D     | Caleb Taylor      |
| 44 | Nigeria (bandiera)        | C     | Fred Onyedinma    |
|    | Inghilterra (bandiera)    | C     | Christie Ward     |
|    | Inghilterra (bandiera)    | C     | Brody Peart       |

## Rosa 2023-2024
| N. |                        | Ruolo | Calciatore      |
| -- | ---------------------- | ----- | --------------- |
| 1  | Polonia (bandiera)     | P     | Max Stryjek     |
| 2  | Scozia (bandiera)      | D     | Jack Grimmer    |
| 3  | Galles (bandiera)      | D     | Joe Jacobson    |
| 4  | Inghilterra (bandiera) | C     | Dominic Gape    |
| 5  | Saint Lucia (bandiera) | D     | Chris Forino    |
| 6  | Inghilterra (bandiera) | D     | Ryan Tafazolli  |
| 7  | Inghilterra (bandiera) | C     | David Wheeler   |
| 8  | Inghilterra (bandiera) | C     | Curtis Thompson |
| 9  | Galles (bandiera)      | A     | Sam Vokes       |
| 11 | Galles (bandiera)      | C     | Chem Campbell   |
| 12 | Giamaica (bandiera)    | C     | Garath McCleary |
| 15 | Inghilterra (bandiera) | C     | Jack Young      |
| 16 | Irlanda (bandiera)     | D     | Richard Keogh   |

| N. |                        | Ruolo | Calciatore        |
| -- | ---------------------- | ----- | ----------------- |
| 18 | Inghilterra (bandiera) | A     | Brandon Hanlan    |
| 19 | Inghilterra (bandiera) | D     | Jack Wakely       |
| 20 | Inghilterra (bandiera) | D     | Alfie Mawson      |
| 22 | Inghilterra (bandiera) | C     | Nick Freeman      |
| 22 | Irlanda (bandiera)     | C     | Killian Phillips  |
| 23 | Irlanda (bandiera)     | C     | Kieran Sadlier    |
| 26 | Inghilterra (bandiera) | D     | Jason McCarthy    |
| 28 | Inghilterra (bandiera) | C     | Josh Scowen       |
| 29 | Gibilterra (bandiera)  | A     | Tjay De Barr      |
| 30 | Inghilterra (bandiera) | P     | Josh Blunkell     |
| 38 | Inghilterra (bandiera) | P     | Harvey Cartwright |
|    | Inghilterra (bandiera) | D     | Jasper Pattenden  |

## Rosa 2022-2023
| N. |                        | Ruolo | Calciatore      |
| -- | ---------------------- | ----- | --------------- |
| 1  | Polonia (bandiera)     | P     | Max Stryjek     |
| 2  | Scozia (bandiera)      | D     | Jack Grimmer    |
| 3  | Galles (bandiera)      | D     | Joe Jacobson    |
| 4  | Inghilterra (bandiera) | C     | Dominic Gape    |
| 5  | Saint Lucia (bandiera) | D     | Chris Forino    |
| 6  | Inghilterra (bandiera) | D     | Ryan Tafazolli  |
| 7  | Inghilterra (bandiera) | C     | David Wheeler   |
| 8  | Inghilterra (bandiera) | C     | Curtis Thompson |
| 9  | Galles (bandiera)      | A     | Sam Vokes       |
| 12 | Giamaica (bandiera)    | C     | Garath McCleary |
| 15 | Inghilterra (bandiera) | C     | Jack Young      |
| 16 | Inghilterra (bandiera) | C     | Jordan Willis   |

| N. |                        | Ruolo | Calciatore        |
| -- | ---------------------- | ----- | ----------------- |
| 18 | Inghilterra (bandiera) | A     | Brandon Hanlan    |
| 19 | Inghilterra (bandiera) | D     | Jack Wakely       |
| 20 | Inghilterra (bandiera) | D     | Alfie Mawson      |
| 22 | Inghilterra (bandiera) | C     | Nick Freeman      |
| 23 | Inghilterra (bandiera) | D     | Jordan Obita      |
| 26 | Inghilterra (bandiera) | D     | Jason McCarthy    |
| 28 | Inghilterra (bandiera) | C     | Josh Scowen       |
| 29 | Gibilterra (bandiera)  | A     | Tjay De Barr      |
| 30 | Inghilterra (bandiera) | P     | Josh Blunkell     |
| 38 | Inghilterra (bandiera) | P     | Harvey Cartwright |
|    | Galles (bandiera)      | C     | Chem Campbell     |
|    | Inghilterra (bandiera) | D     | Jasper Pattenden  |

## Rosa 2021-2022
| N. |                         | Ruolo | Calciatore      |
| -- | ----------------------- | ----- | --------------- |
| 2  | Scozia (bandiera)       | D     | Jack Grimmer    |
| 3  | Galles (bandiera)       | D     | Joe Jacobson    |
| 4  | Inghilterra (bandiera)  | C     | Dominic Gape    |
| 5  | Inghilterra (bandiera)  | D     | Anthony Stewart |
| 6  | Inghilterra (bandiera)  | D     | Ryan Tafazolli  |
| 7  | Inghilterra (bandiera)  | C     | David Wheeler   |
| 8  | Inghilterra (bandiera)  | C     | Curtis Thompson |
| 9  | Galles (bandiera)       | A     | Sam Vokes       |
| 11 | Inghilterra (bandiera)  | C     | Lewis Wing      |
| 12 | Giamaica (bandiera)     | C     | Garath McCleary |
| 13 | Inghilterra (bandiera)  | P     | David Stockdale |
| 15 | Inghilterra (bandiera)  | C     | Jack Young      |
| 16 | Sierra Leone (bandiera) | C     | Sullay Kaikai   |
| 17 | Irlanda (bandiera)      | C     | Daryl Horgan    |

| N. |                        | Ruolo | Calciatore            |
| -- | ---------------------- | ----- | --------------------- |
| 18 | Inghilterra (bandiera) | A     | Brandon Hanlan        |
| 19 | Albania (bandiera)     | C     | Anis Mehmeti          |
| 20 | Inghilterra (bandiera) | A     | Adebayo Akinfenwa     |
| 21 | Inghilterra (bandiera) | D     | Jack Wakely           |
| 22 | Inghilterra (bandiera) | C     | Nick Freeman          |
| 23 | Inghilterra (bandiera) | D     | Jordan Obita          |
| 25 | Iraq (bandiera)        | A     | Ali Al-Hamadi         |
| 26 | Inghilterra (bandiera) | D     | Jason McCarthy        |
| 27 | Francia (bandiera)     | C     | Jean-Baptiste Fischer |
| 28 | Inghilterra (bandiera) | C     | Josh Scowen           |
| 29 | Gibilterra (bandiera)  | A     | Tjay De Barr          |
| 30 | Inghilterra (bandiera) | P     | Tyla Dickinson        |
| 31 | Galles (bandiera)      | P     | Adam Przybek          |
| 33 | Inghilterra (bandiera) | C     | Oliver Pendlebury     |

## Rosa 2020-2021
| N. |                        | Ruolo | Calciatore      |
| -- | ---------------------- | ----- | --------------- |
| 1  | Inghilterra (bandiera) | P     | Ryan Allsop     |
| 2  | Scozia (bandiera)      | D     | Jack Grimmer    |
| 3  | Galles (bandiera)      | D     | Joe Jacobson    |
| 4  | Inghilterra (bandiera) | C     | Dominic Gape    |
| 5  | Inghilterra (bandiera) | D     | Anthony Stewart |
| 6  | Inghilterra (bandiera) | D     | Ryan Tafazolli  |
| 7  | Inghilterra (bandiera) | C     | David Wheeler   |
| 8  | Inghilterra (bandiera) | C     | Alex Pattison   |
| 9  | Zimbabwe (bandiera)    | A     | Uche Ikpeazu    |
| 10 | Inghilterra (bandiera) | C     | Matt Bloomfield |
| 11 | Inghilterra (bandiera) | A     | Scott Kashket   |
| 12 | Inghilterra (bandiera) | D     | Josh Knight     |
| 13 | Scozia (bandiera)      | P     | Cameron Yates   |
| 17 | Irlanda (bandiera)     | C     | Daryl Horgan    |

| N. |                              | Ruolo | Calciatore        |
| -- | ---------------------------- | ----- | ----------------- |
| 18 | Inghilterra (bandiera)       | C     | Curtis Thompson   |
| 19 | Giamaica (bandiera)          | C     | Garath McCleary   |
| 20 | Inghilterra (bandiera)       | A     | Adebayo Akinfenwa |
| 21 | Inghilterra (bandiera)       | D     | Darius Charles    |
| 22 | Inghilterra (bandiera)       | C     | Nick Freeman      |
| 23 | Nigeria (bandiera)           | C     | Fred Onyedinma    |
| 24 | Inghilterra (bandiera)       | C     | Dennis Adeniran   |
| 25 | Galles (bandiera)            | A     | Alex Samuel       |
| 26 | Inghilterra (bandiera)       | D     | Jason McCarthy    |
| 27 | Antigua e Barbuda (bandiera) | A     | Joshua Parker     |
| 28 | Nigeria (bandiera)           | C     | Nnamdi Ofoborh    |
| 31 | Inghilterra (bandiera)       | P     | David Stockdale   |
| 32 | Inghilterra (bandiera)       | P     | Curtis Anderson   |
| 33 | Albania (bandiera)           | C     | Anis Mehmeti      |